# Am Südbahnhof (Hannover)

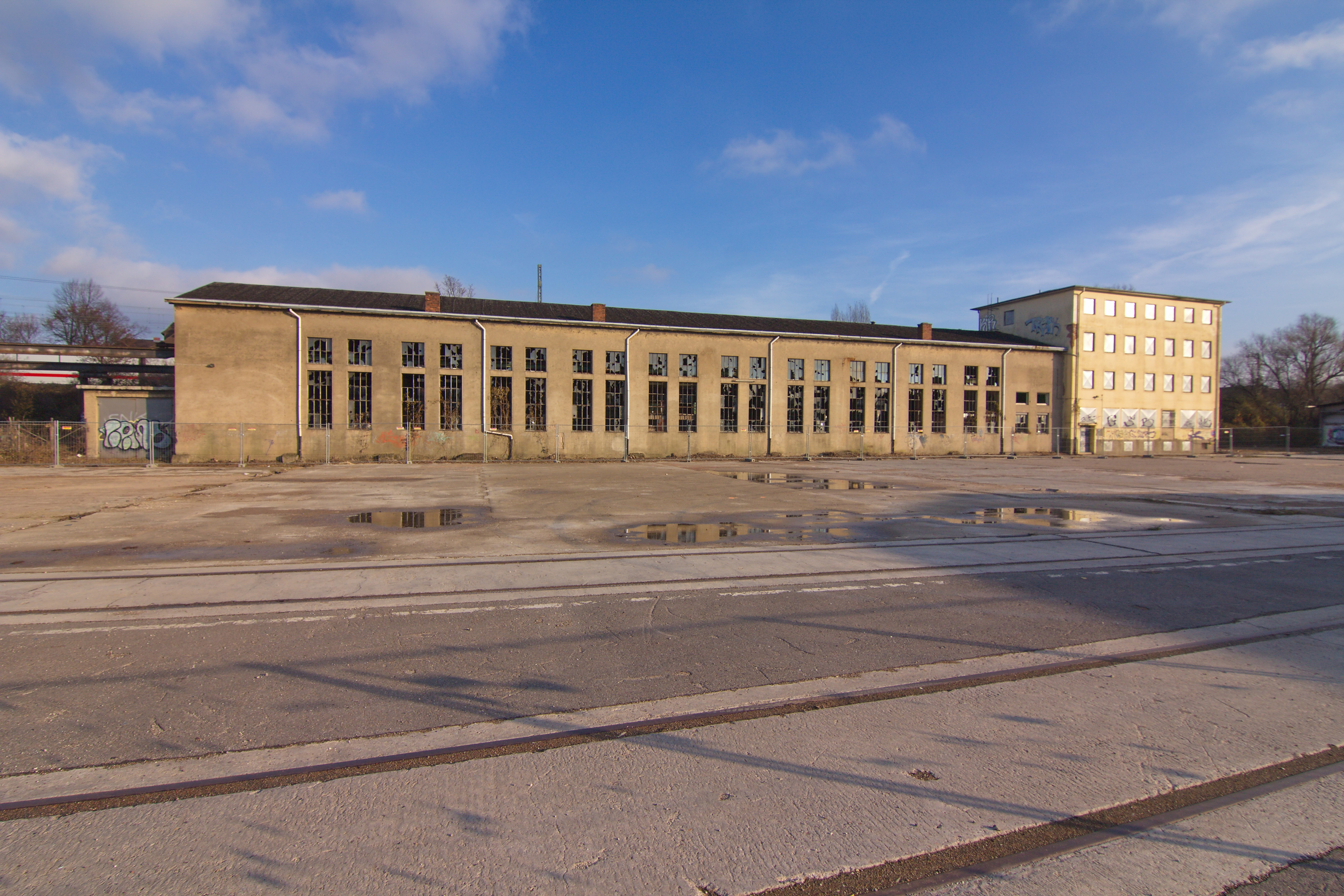
Teils leerstehende ehemalige Fabrikgebäude am Südbahnhof hinter Eisenbahn-Gleisen, 2011

Am Südbahnhof lautet der Name einer Straße in Hannover, die im heutigen Stadtteil Südstadt die Marienstraße mit dem Bischofsholer Damm verbindet, von dem sie früher ein Teil war. Erst 1924 erhielt dieser Teil der zum Forsthaus Bischofshol führenden Wegeverbindung seinen heutigen Namen, aufgrund seiner Lage am damaligen Südbahnhof. Zur Zeit des Nationalsozialismus war die Straße nach dem Freikorpsleutnant Albert Schlageter in Schlageterplatz umbenannt worden.

## Geschichte
Über die Straße führt eine um 1872 erbaute, heute denkmalgeschützte Eisenbahnbrücke.
Anfang des 21. Jahrhunderts lag das Gelände des ehemaligen Südbahnhofes bereits mehrere Jahre brach, wodurch sich auf der Fläche eine relativ ungestörte Flora und Fauna mit einer eigenen Biodiversität ausbilden konnte. In den 2010er Jahren wurde die Brache der „Großstadt im Grünen“ zugunsten der wachsenden Bevölkerung und der innerstädtischen, strategisch geplanten Nachverdichtung zunächst als großflächige Einzelhandels- und Gewerbeflächen in Nutzung genommen.
Anfang Oktober 2017 legten das Wohnungsunternehmen Hanova und die Immobilienfirma Aurelis in Anwesenheit von Bürgermeister Thomas Hermann und Stadtbaurat Uwe Bodemann auf einer großen Dreiecksfläche an der Straße Am Südbahnhof am nördlichen Ende der Anna-Zammert-Straße den Grundstein für ein vielstöckiges Wohn- und Bürogebäude mit 142 Wohnungen von 50 bis 140 m² Fläche, zusätzlich 1900 m² Raum für Geschäfte und Büros und 140 Stellplätzen für Automobile.

## Der Südbahnhof

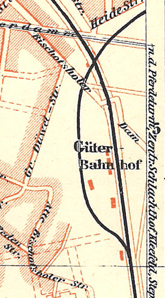
Der Südbahnhof auf einem Stadtplan von 1895

Die private Hannover-Altenbekener Eisenbahn-Gesellschaft erbaute mit dem Bau der Bahnstrecke nach Altenbeken westlich der vorhandenen Hannoverschen Südbahn einen Endbahnhof. Diese am 13. April 1872 eröffnete Station wurde Localbahnhof oder  Altenbekener Bahnhof genannt. Bald führte von hier aus eine Pferdebahn-Linie bis zum Aegidientorplatz und erweiterte den schienengebundenen Nahverkehr der hannoverschen Straßenbahn auf nunmehr 8,3 km.
In den Jahren von 1875 bis 1879, während der spätere Centralbahnhof durch Hubert Stier errichtet wurde und laut Vertrag zwischen dem Magistrat der Stadt Hannover und der Eisenbahndirektion die Bahngleise auf einen aufzuschüttenden Damm mit 23 Straßenunterführungen und zwei Fußgängerbrücken verlegt wurden, endeten auch die Züge der Südbahn hier und Reisende mussten auf ein provisorisches Empfangsgebäude gegenüber dem Südbahnhof ausweichen.
Erst 1880, nach Eröffnung des neuen Hauptbahnhofes führte die Altenbekener Strecke weiter bis zu diesem. Als Personenbahnhof wurde der Localbahnhof danach aufgegeben.
Ab 1880 diente er aber weiter als Güterbahnhof, insbesondere zum Be- und Entladen von Waggons. Zu den technischen Anlagen der Einrichtung zählte auch ein Wasserturm.

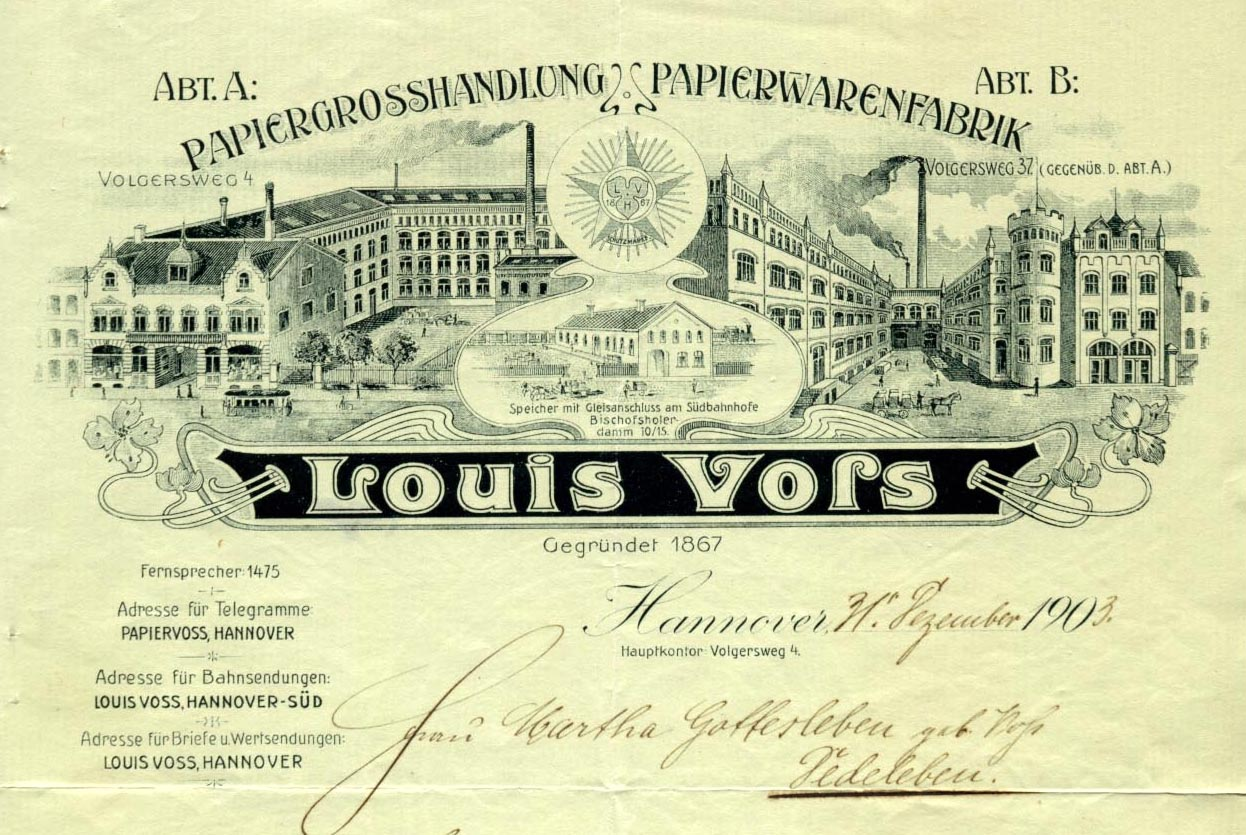
1903 datierter Briefkopf von Louis Voss: Zwischen den Fabriken im Volgersweg mittig die Ansicht „Speicher mit Gleisanschluss am Südbahnhofe Bischofsholer Damm 10/15“

In der Folge siedelten sich mehrere Unternehmen in der Bahnhofsnähe an. 1899 richtete die Eisen- und Metallgroßhandlung Schwemann & Stücke am Südbahnhof in der Kleinen Düwelstraße ein Lager mit Anschlussgleis und Krananlage ein. Im selben Jahr begann am Südbahnhof der Eisen- und Stahlhändler P. H. Brauns eine eigene Lagerhaltung.
Wenige Tage nach dem Ende des Zweiten Weltkrieges – zumindest in Hannover –, als am 2. Mai 1945 die „Exhumierung, Überführung und Beisetzung der ermordeten Russen und anderer NS-Opfer“ durch die Britischen Militärbefehlshaber angeordnet worden war, durfte zur Versorgung der Bevölkerung am selben Tag auch ein mit Kohlen beladener Zug von Barsinghausen bis zum hannoverschen Südbahnhof fahren. Im Hungerwinter 1945–1946 mussten sogar Kinder zur Lebenserhaltung ihrer Familien beitragen: Um bei schneidender Kälte bis zu Minus 15 Grad zu überleben, gingen Eltern regelmäßig mit ihren Kindern zum Kohlenklau zu dem Südbahnhof.
In der Nachkriegszeit konnte sich der Rasensportverein Hannover von 1926 im Jahr 1953 eine alte Eisenbahn-Werkhalle zur Sporthalle ausbauen, die später um eine Kegelbahn erweitert wurde.
Im März 1979 wurde der alte Wasserturm am Südbahnhof abgerissen.
Mit dem Wegzug von immer mehr Anschließern endete auch die Bedienung des Bahnhofes.

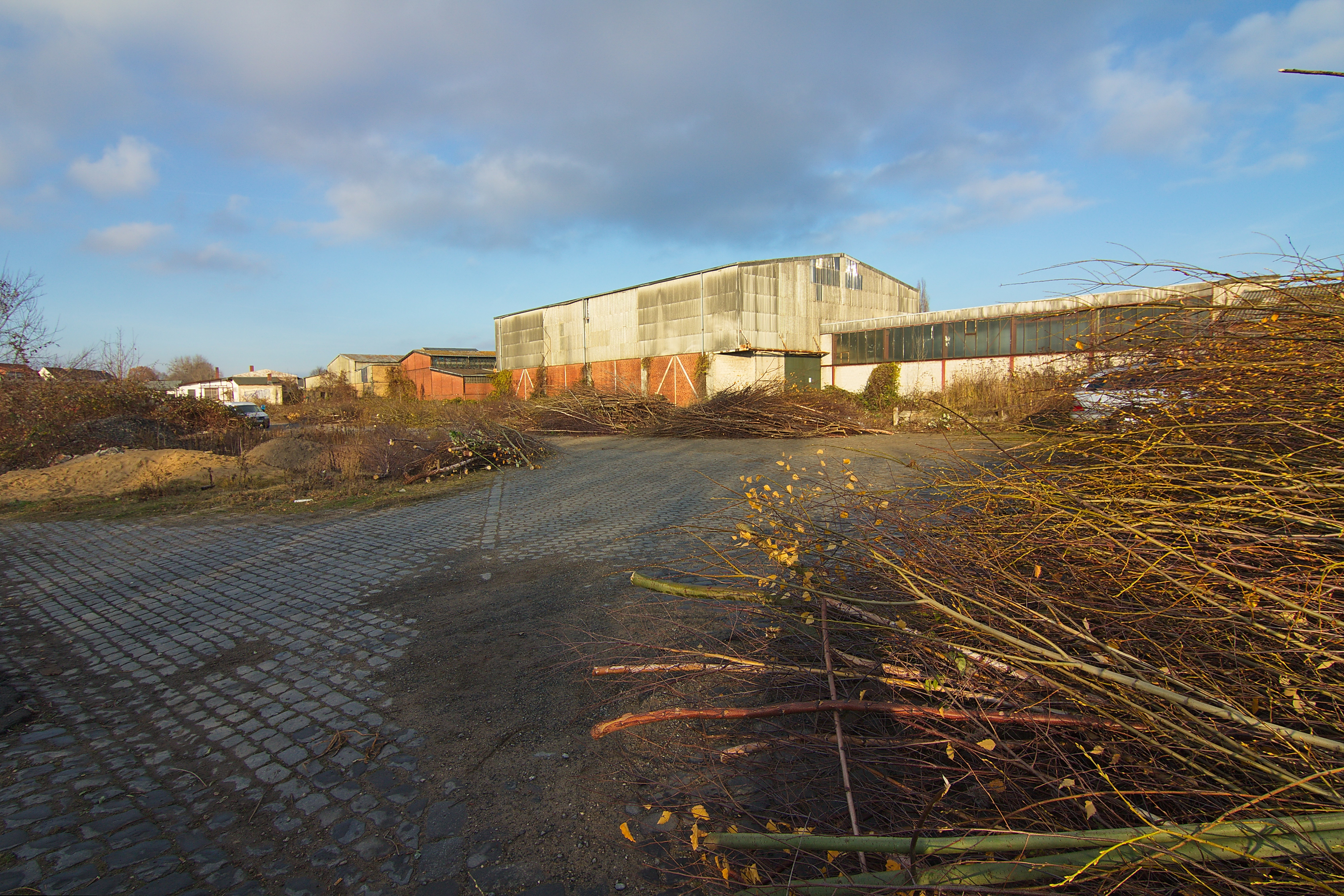
Industrie-Brache mit Kopfsteinpflaster und geschnittenem Astwerk, 2011

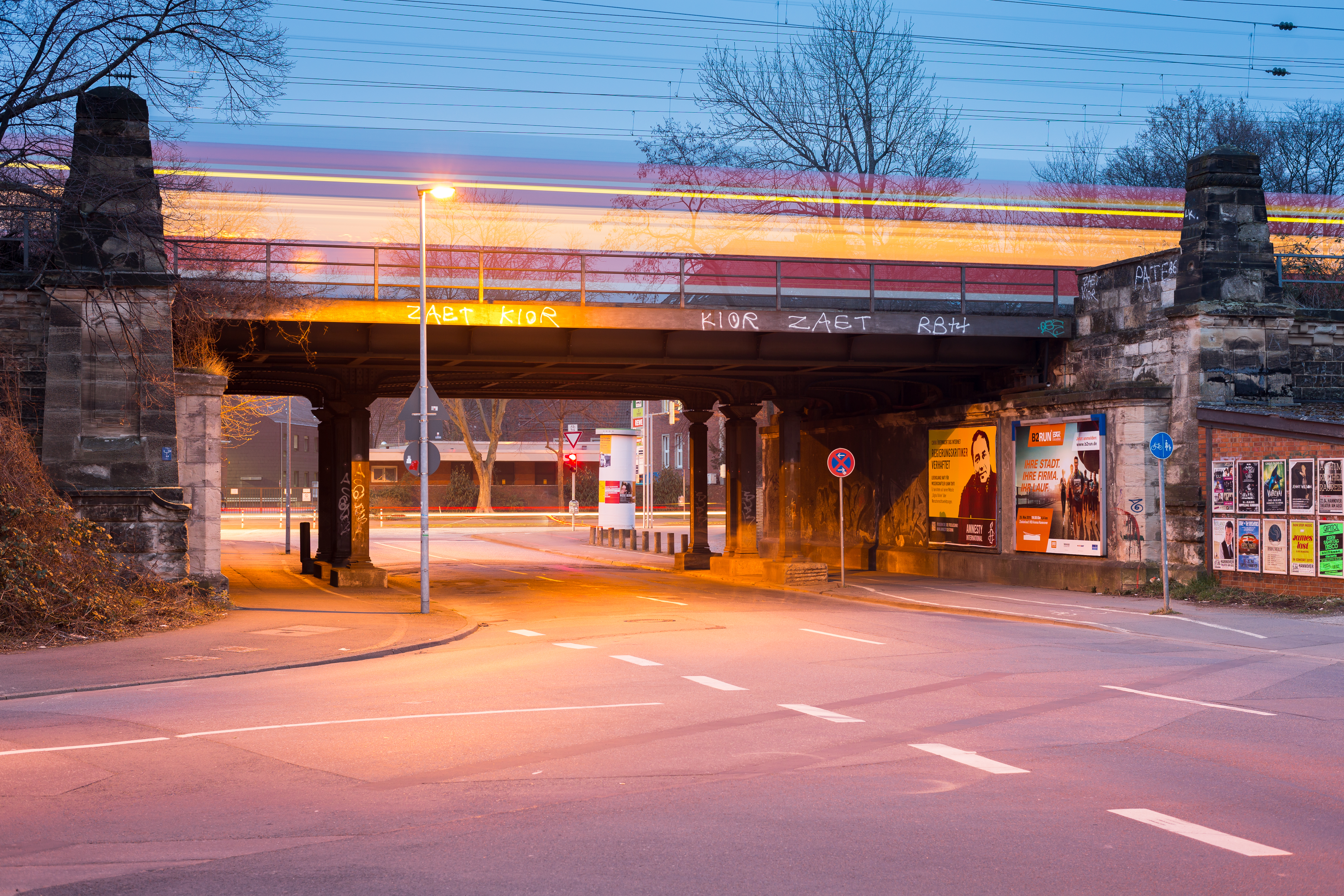
Pylone der denkmalgeschützte Eisenbahnbrücke
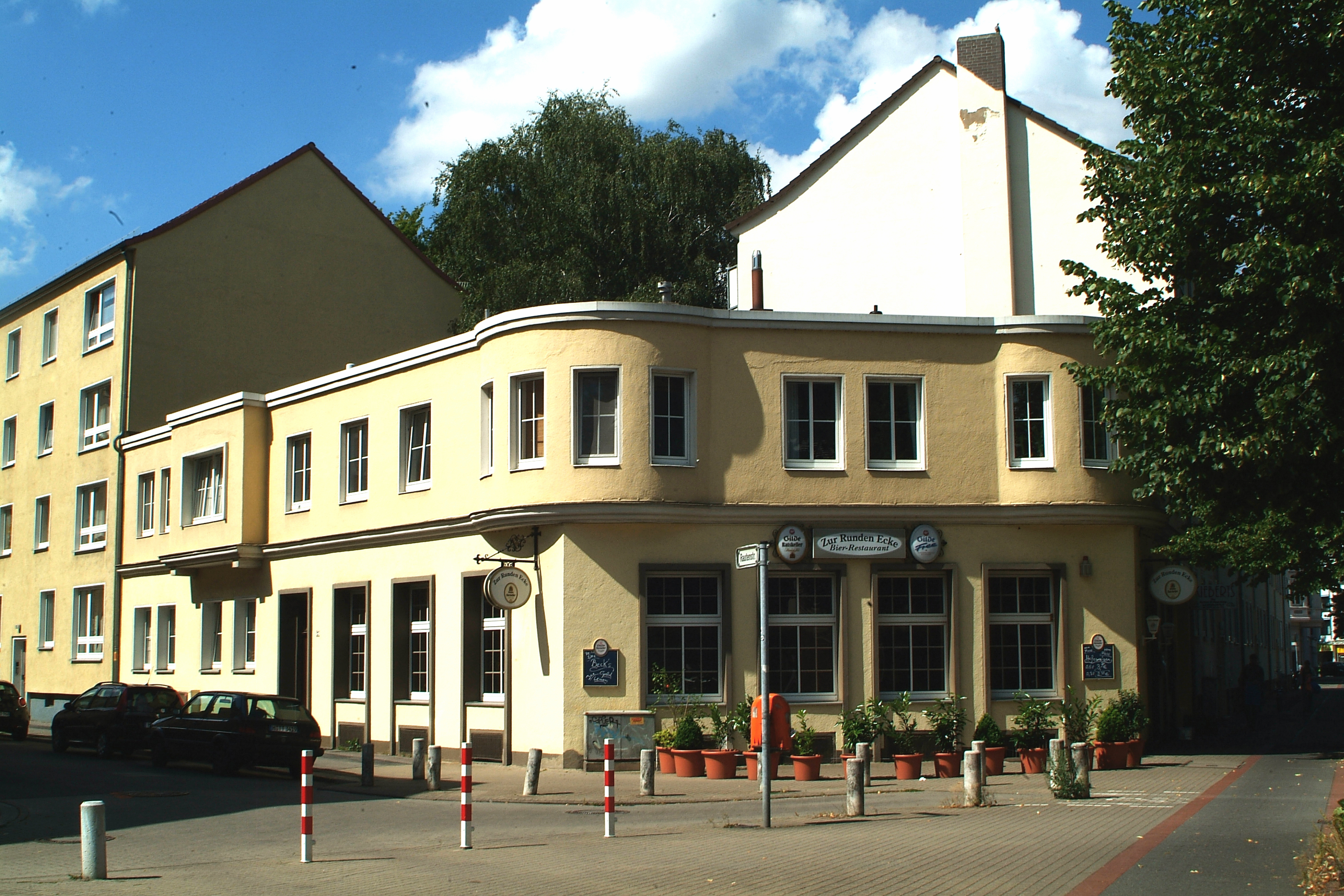
Gaststätte Zur Runden Ecke im Rautenstraße 27, einem im Zweiten Weltkrieg beschädigten Gebäude
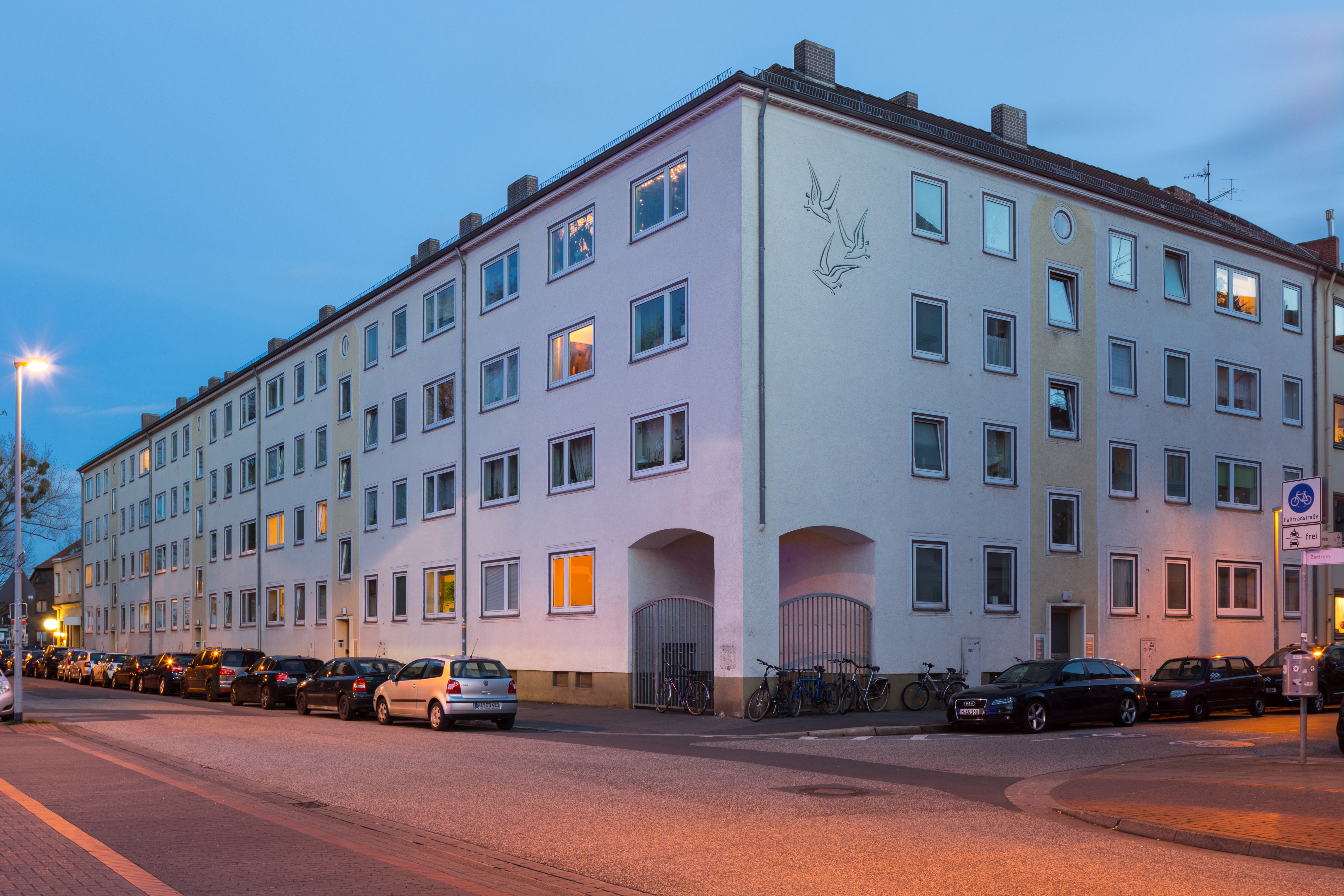
Wohngebäude an der Straße Am Südbahnhof